# Phil Alden Robinson
Phil Alden Robinson (nascut l'1 de març de 1950) és un director de cinema i guionista estatunidenc autor de pel·lícules com Camp de somnis, Sneakers, i The Sum of All Fears.

## Primera vida i educació
Robinson va néixer a Long Beach (Nova York), fill de Jessie Frances i S. Jesse Robinson, que va ser crític de drama per al New York Journal American i coordinador de mitjans de divisió de licors de la National Distillers & Chemical Corp. a Nova York. Robinson es va graduar a l'Union College a Schenectady, Nova York, amb un Bachelor of Arts en ciència política i va rebre un Doctorat honorífic en Lletres de la Union College el 1996.

## Carrera
Robinson va dirigir la pel·lícula de beisbol Camp de somnis (1989). Va guanyar nominacions Robinson per al Premi del Sindicat de Directors d'Amèrica, el premi del Sindicat de Guionistes dels Estats Units, i un Oscar al Millor adaptació de guió (la pel·lícula també va ser nominada als Oscars al Millor pel·lícula i a la Millor banda sonora original). Altres reconeixements per a la pel·lícula inclouen el Christopher Award i el Premiere Magazine's Readers Poll a la millor pel·lícula de 1989.
El seu següent llargmetratge, Sneakers (1992), va ser nominat per a un Premi Edgar pels Mystery Writers of America.
El drama televisiu de Robinson l'any 2000 Freedom Song va guanyar el premi del Sindicat de Guionistes dels Estats Units al millor guió original de llarga durada, va ser nominat a dos Premis Emmy, tres Premis NAACP Image (inclòs eñ de Millor pel·lícula de televisió), un premi del Sindicat d'Actors de Cinema, un premi Golden Reel dels editors de so i el Premi Humanitas. També va rebre el Christopher Award, el "Golden Gate Award" de la San Francisco Film Society i un National Association of Minorities in Communications Image Award.
Per Band of Brothers (2001), ell (juntament amb tots els directors de la sèrie) va ser nominat al premi Sindicat de Directors d'Amèrica i va guanyar un Premi Emmy a la millor direcció d'una minisèrie, pel·lícula o especial dramàtic.
El 1990, Robinson va ser nomenat "Guionista de l'Any" per l'Associació Nacional de Propietaris de Teatre, i el 1994 va rebre el premi Valentine Davies del Sindicat de Guionistes dels Estats Units per contribucions a la indústria de l'entreteniment i la comunitat en general.
El 1992, va acompanyar l'Alt Comissariat de les Nacions Unides per als Refugiats com a observador en missions de socors a Somàlia i Bòsnia, per a les quals va escriure i dirigir el seu primer dels cinc documentals. per a ABC News Nightline. L'últim, Sarajevo Spring, va ser nominat a un Premi Emmy de Notícies i Documentals nacionals el 1997.
Robinson és actualment vicepresident de l'Acadèmia d'Arts i Ciències Cinematogràfiques, és membre anterior de la junta directiva del Gremi de Guionistes d'Amèrica i és membre de la Junta de Supervisors de l'UCLA Hammer Museum.

## Filmografia
| Any  | Títol                          | Notes                                                      |
| ---- | ------------------------------ | ---------------------------------------------------------- |
| 1987 | In the Mood                    | també el guionista i coguionista Bob Kosberg i David Simon |
| 1989 | Camp de somnis                 | també guionista, adaptant Shoeless Joe de W.P. Kinsella    |
| 1992 | Sneakers                       | també coguionista amb Lawrence Lasker i Walter F. Parkes   |
| 2000 | Freedom Song                   | també coguionista amb Stanley Weiser                       |
| 2002 | The Sum of All Fears           | basada en la novel·la de Tom Clancy                        |
| 2014 | L'home més enfadat de Brooklyn | basat en The 92 Minutes of Mr. Baum d'Assí Dayan           |

### Guions
- Rhinestone (amb Sylvester Stallone) (1984)
- Dues vegades jo (1984)
- Relentless (com Jack T.D. Robinson) (1989)
- Ghost Dad (com Chris Reese, amb Brent Maddock i S. S. Wilson) (1990)
- Cambra segellada (com Chris Reese, amb William Goldman) (1996)
- Juliet, nua (amb Tamara Jenkins, Jim Taylor i Evgenia Peretz) (2018)

Robinson també va treballar com a metge de guió a la pel·lícula de 1985 Fletch, sense acreditar.

## TV

### Com a creador
- The Good Fight (2017–2022)

### Com a col·laborador
- Trapper John M.D. (1981) (escriptor, 2 episodis)
- Band of Brothers (2001) (director, 1 episodi)
- The Good Wife (2016) (director, 1 episodi)

## Premis i nominacions
| Any  | Premi                                               | Categoria                                                  | Obra nominada        | Resultat  |
| ---- | --------------------------------------------------- | ---------------------------------------------------------- | -------------------- | --------- |
| 1989 | Premis Oscar                                        | Millor guió adaptat                                        | Camp de somnis       | Nominat   |
| 2001 | Premis del Sindicat de Guionistes dels Estats Units | Premi al millor guió original                              | "Freedom Song"       | Guanyador |
| 2002 | Premis Emmy                                         | Direcció d'una minisèrie o pel·lícula feta per a televisió | Band of Brothers     | Guanyador |
| 2009 | Premis Emmy                                         | Escriptura per a un especial de varietat, música o comèdia | Premis Oscar de 2008 | Nominat   |